# Impost sobre les estades en establiments turístics
L'impost sobre les estades en establiments turístics, també conegut com a taxa turística, és un impost que grava l'estada o gaudiment del servei d'allotjament de les persones en els establiments i equipaments turístics, que s'aplica en alguns països, ciutats o zones turístiques.
A Catalunya és un dels impostos propis de la Generalitat de Catalunya, creat el 20 de març de 2012, amb la Llei 5/2012 del Parlament de Catalunya, i desenvolupat en dos reglaments. Es va començar a aplicar l'1 de novembre de 2012. L'objectiu de l'impost és obtenir recursos per a nodrir l'anomenat Fons de foment del turisme, creat per finançar polítiques de promoció, preservació i desenvolupament de les infraestructures i les activitats turístiques.

## Descripció general
L'impost l'ha de pagar tota persona que faci estada en qualsevol dels establiments o equipaments turístics següents: hotels, apartaments turístics, càmpings, cases rurals, albergs de joventut, habitatges d'ús turístic, àrees de pernoctació per a albergs mòbils i embarcacions de creuer. També hi estan subjectes les estades en hostals i pensions. No hi estan subjectes les estades en cases de colònies, ni els pisos d'estudiants, sempre que el contracte de cessió sigui per un període superior a tres mesos. L'impost grava l'estada en establiments turístics tant si aquesta és per motius turístics o d'altre mena (professionals, etc.).
L'import de la taxa varia entre 0,45 i 2,25 euros per persona i unitat d'estada (dies o fracció de dia), segons el tipus d'establiment i si està ubicat a la ciutat de Barcelona o a la resta de Catalunya, amb un límit de 7 dies d'estada per persona. Aquest import no incorpora el càlcul resultant de l'aplicació de l'IVA (tipus del 10% el 2015).
La recaptació de l'impost l'efectua el mateix responsable de l'establiment turístic, cobrant-la als seus clients, i està obligat a fer-ne la liquidació a l'Agència Tributària de Catalunya trimestralment.
La recaptació prevista per a l'any 2013 era de 42 milions d'euros, si bé des de la Conselleria de Turisme de la Generalitat de Catalunya es preveia que aquesta xifra aniria augmentant en anys successius fins a uns 80 milions d'euros.

## Fons de foment del turisme
Amb la recaptació de l'impost es nodreix el Fons de foment del turisme. El 30% dels recursos d'aquest fons s'han de destinar a les administracions locals. La ciutat de Barcelona participa del percentatge del 30% del fons establert i del 50% de l'import que resulta d'aplicar l'increment de la tarifa dels establiments de la ciutat de Barcelona amb relació a l'aplicada a la resta d'establiments del territori de Catalunya. El destí del Fons és la promoció turística de Catalunya, l'impuls, preservació, foment i desenvolupament d'infraestructures turístiques.

## Rebuig inicial del sector
El sector turístic català va mostrar un rebuig frontal davant la taxa quan el Govern la va anunciar a finals de 2011, ja que afecta el preu final i discrimina els allotjaments catalans dels de la resta d'Espanya, però les postures crítiques es van rebaixar després de les negociacions amb la Direcció General de Turisme. La Confederació Empresarial d'Hostaleria, Restauració, i Apartaments Turístics de Catalunya (CEHRATC) va assegurar setmana que la taxa generava un major rebuig entre els viatgers espanyols que entre els estrangers, i ha destacat que, malgrat la seva oposició inicial, la taxa s'estava aplicant sense problemes destacables, gràcies a les entitats de la confederació, que van acatar i aplicar la decisió "amb responsabilitat i rigor". Tot i això, les zones turístiques de l'interior de Catalunya, el Pirineu i la província de Lleida continuen mostrant la seva oposició frontal perquè consideren que suposa un "greu perjudici" per a la competitivitat de la seva oferta turística. En les últimes setmanes, els càmpings de Lleida han reclamat part dels ingressos derivats de la taxa per finançar les seves polítiques de promoció i per mantenir i millorar les infraestructures de les instal·lacions.

## Taxa turística a altres països
- A l'estat espanyol la taxa turística només s'aplica a Catalunya. El Govern de les illes Balears va proposar la seva implantació l'any 2002. Va rebre el nom d'ecotaxa i consistia en un impost amb un valor mitjà d'1 euro al dia per cada turista que visités les Illes Balears. Va estar actiu durant els anys 2002 i 2003 i va recaptar uns 84 milions d'euros que es van invertir en els espais turístics i naturals de les illes, però no va funcionar, segons alguns, per ser «inoportú».[6]

- Estats Units: des del dia 8 de setembre de 2010 tots els viatgers turístics que visitin els Estats Units han de pagar una taxa de 14 dòlars, uns 11 euros, 4 d'ells per al sistema de gestió de permisos i 10 per a la promoció del turisme. A més, a Nova York, per exemple, hi ha un impost de pernoctació que s'aplica a l'ocupació d'habitacions i que ronda els 3 dòlars per nit i habitació. Igualment, alguns estats apliquen una taxa d'entre el 5 i el 7,25% de la tarifa de l'habitació.
- Països Baixos: l'ajuntament d'Amsterdam imposa una taxa turística a cada persona per la seva visita. Però en aquest cas no es quantifica per nit i persona, sinó que és el 5% de la tarifa que s'abona a l'hotel. Els diners recaptats es destina a realitzar millores a la ciutat i en els serveis oferts.
- França: va ser creada per una llei del 1910. París: des de l'1 de gener de 1994 la ciutat grava les seves visites amb una taxa que va dels 20 cèntims a 1,50 euros per persona i dia, tot i que els menors de 13 anys estan exempts del seu pagament. A més, des de novembre de 2011 hi ha una nova taxa del 2% per a aquelles habitacions que tinguin un preu igual o superior als 200 euros.
- Itàlia: aquest tipus de taxa s'aplica a Florència, Roma, Milà i Venècia. Altres països amb taxa turística per nit d'allotjament: Tunísia, les illes Maldives, Dubai, o Berlín (Alemanya).

A altres països la taxa turística no s'aplica sobre les estades turístiques sinó que s'aplica l'anomenada taxa turística aèria que grava als passatgers aeris. A Alemanya, per exemple, es cobra 8 euros al passatge nacional o europeu en vols domèstics, 25 per a mitjana distància i 45 euros en els de llarg recorregut. Altres llocs on s'aplica aquesta taxa turística aèria són Punta Cana, Tailàndia, Guatemala o el Marroc.